# Кемер (Костанайская область)
Кемер (каз. Кемер) — село в Амангельдинском районе Костанайской области Казахстана. Входит в состав Амангельдинского сельского округа. Код КАТО — 393435400.

## География
Находится примерно в 8 км к северо-востоку от районного центра села Амангельды.

## История
До 5 апреля 2013 года село входило в состав упразднённого Есирского сельского округа.

## Население
В 1999 году население села составляло 266 человек (137 мужчин и 129 женщин). По данным переписи 2009 года, в селе проживало 187 человек (95 мужчин и 92 женщины).